# Horst Josef Zugehör
Horst Josef Zugehör (* 1. August 1936 in Duisburg) ist ein deutscher Jurist und war von 1991 bis 2001 Richter am Bundesgerichtshof.

## Leben
Nach juristischer Ausbildung und Promotion trat Zugehör 1965 als Gerichtsassessor in den Justizdienst des Landes Nordrhein-Westfalen ein. Nach der zum Richter auf Lebenszeit war Zugehör am Amtsgericht Mülheim an der Ruhr und am Landgericht Duisburg tätig. 1976 wurde Zugehör zum Richter am Oberlandesgericht Düsseldorf ernannt. 
Seine richterliche Tätigkeit wurde von 1982 bis 1984 durch eine Abordnung an das Bundesministerium für Justiz unterbrochen.
Am 16. Juli 1991 wurde Zugehör zum Richter am Bundesgerichtshof ernannt. Während seiner Tätigkeit beim Bundesgerichtshof gehörte Zugehör dem IX. Zivilsenat an. Zugehör trat am 31. August 2001 in den Ruhestand ein.